# Euphorbia eustacei
Euphorbia eustacei är en törelväxtart som beskrevs av Nicholas Edward Brown. Euphorbia eustacei ingår i släktet törlar, och familjen törelväxter. Inga underarter finns listade i Catalogue of Life.